# Luigi Saccenti
Luigi Saccenti (Bologna, 15 maggio 1895 – Bologna, 3 settembre 1972) è stato un architetto italiano.

## Biografia

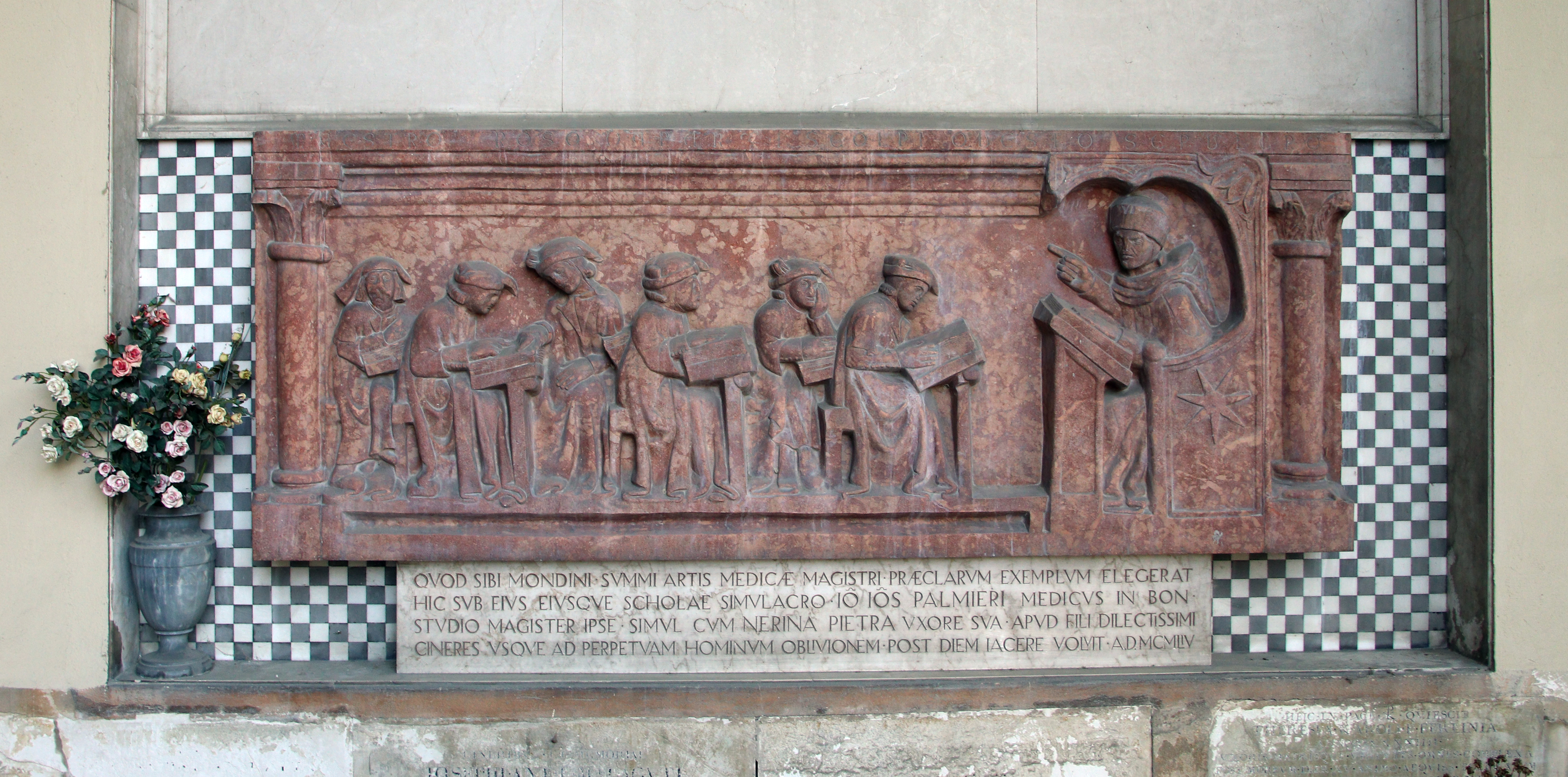
Il monumento Palmieri alla Certosa di Bologna, in collaborazione con Bruno Boari.

Luigi Saccenti nacque a Bologna il 15 maggio 1895. Nel 1916 si diplomò all'Accademia di Belle Arti, nel 1926 ereditò da Edoardo Collamarini la cattedra di Architettura, portando a compimento le opere iniziate dal maestro, quali la chiesa arcipretale di Casalecchio di Reno e il restauro di palazzo Sersanti a Imola. Durante gli anni Trenta del Novecento fu impegnato nella realizzazione di alcuni tra i suoi progetti più conosciuti: la villa Schiavio in via Ghirardacci e la villa di Cesare Beau in via di Casaglia a Bologna, il Frigorifero di Massalombarda e varie Case del Balilla nella città metropolitana di Bologna.
Saccenti fu autore di numerose opere presenti nella Certosa di Bologna, quali la cappella Schiavio (1932), la cappella Monti (1940), la tomba Mazzocco (1952), la cappella della famiglia Perazzo (1954), la cappella Comani (1963) e la tomba Palmieri (1953-1962).
Le sue ville, i suoi arredamenti di interni e i monumenti funebri sono caratterizzati da una ricerca di essenzialità formale tipica del funzionalismo architettonico.
Di rilievo fu anche la sua produzione nel campo della grafica, come testimoniato da diverse copertine da lui realizzate per la rivista Il Comune di Bologna.
Morì a Bologna il 3 settembre 1972.

## Archivio
Il Fondo Saccenti, conservato presso l'Ordine degli architetti, pianificatori, paesaggisti e conservatori della provincia di Bologna, a Bologna, contiene documentazione dal 1916 al 1972.